# Kenshi Takanohana
Kenshi Takanohana (jap. 貴ノ花 健士 Takanohana Kenshi; ur. 19 lutego 1950, zm. 30 maja 2005) – japoński zapaśnik sumo, który osiągnął rangę mistrza ōzeki. Był ojcem braci (także zapaśników): Masaru Wakanohany i Kōji Takanohany.

## Kariera
Kenshi Takanohana rozpoczął karierę wiosną 1965 roku w „stajni” (heya) Futagoyama, w której jego starszy brat Kanji Wakanohana zdobył rangę yokozuny. 
W listopadzie 1968 roku Kenshi Takanohana zadebiutował w dywizji makuuchi jako jej najmłodszy zawodnik. W wieku 22 lat zdobył rangę ōzeki. W marcu i wrześniu 1975 roku Kenshi Takanohana wygrał dwa turnieje, pokonując yokozunę Kitanoumiego. Rangę ōzeki utrzymywał przez 50 kolejnych turniejów. Rekord ten został pobity w lipcu 2007 roku przez zapaśnika o imieniu Chiotaikai.

## Po zakończeniu kariery
W 1981 roku Takanohana wycofał się ze współzawodnictwa i objął funkcję trenera w kwaterze treningowej („stajni”) Futagoyama. Za jego czasów stajnia posiadała wielu zawodników w grupie san'yaku. W 2004 roku Takanohana zachorował na raka. W lutym 2005 roku informacja ta została potwierdzona przez jego syna Kōji. Na skutek rozległości choroby i przerzutów jego ojciec zmarł 30 maja 2005 roku.